# 黎树
黎树（18世纪—1797年），清朝嘉庆年间反清领袖，湖北人。嘉庆二年（1797年）二月，趁白莲教起义的谋反，改元萬利（又称大庆），即时被诛杀。